# Aeroportul Mikkeli
Aeroportul Mikkeli (IATA: MIK, ICAO: EFMI) este un aeroport din Mikkeli, Savonia de Sud, Regional State Administrative Agency for Eastern Finland⁠(d), Finlanda ce deservește zona Mikkeli. A fost deschis în 1936 și numit după zona deservită.
Situat la o altitudine de 101 m, aeroportul dispune de 1 pistă. Este operat de Mikkeli.

## Infrastructură

### Piste
Aeroportul dispune de o singură pistă. Pista 11/29 are suprafața de asfalt și dimensiunile 1.702 m × 45 m. 